# Mézpázsit
A mézpázsit (Puccinellia) az egyszikűek (Liliopsida) osztályának perjevirágúak (Poales) rendjébe, ezen belül a perjefélék (Poaceae) családjába tartozó nemzetség.

## Előfordulásuk
A mézpázsitfajok majdnem az egész északi félgömböt meghódították, köztük Észak-Amerika északi kétharmadát, Grönlandot, Izlandot, az Arktisz szigeteinek többségét, a Közel-Kelet, India és Délkelet-Ázsia kivételeivel az egész Eurázsiát, valamint Afrikának az északnyugati részét. Ez a növénynemzetség a déli félgömbön is jelen van, habár nem olyan nagy területtel mint északon. A déli elterjedésük magába foglalja az Andok térségét és Dél-Amerika déli egyharmadát, Afrika délnyugati részeit, valamint Ausztrália nyugati és déli területeit - beleértve Tasmaniát is. Új-Zélandon is képviseltetik magukat.

## Rendszerezés
A nemzetségbe az alábbi 109-110 faj és 5-6 hibrid tartozik:
- Puccinellia acroxantha C.A.Sm. & C.E.Hubb.
- Puccinellia altaica Tzvelev
- Puccinellia andersonii Swallen
- Puccinellia angusta (Nees) C.A.Sm. & C.E.Hubb.
- Puccinellia angustata (R.Br.) E.L.Rand & Redfield
- Puccinellia arctica (Hook.) Fernald & Weath.
- Puccinellia argentinensis (Hack.) Parodi
- Puccinellia arjinshanensis D.F.Cui
- Puccinellia banksiensis Consaul
- Puccinellia × beckii Holmb.
- Puccinellia × beringensis Tzvelev
- Puccinellia biflora (Steud.) Parodi
- Puccinellia bruggemannii T.J.Sørensen
- Puccinellia bulbosa (Grossh.) Grossh.
- Puccinellia byrrangensis Tzvelev
- Puccinellia candida Enustsch. & Gnutikov
- Puccinellia chinampoensis Ohwi
- Puccinellia choresmica (V.I.Krecz.) V.I.Krecz. ex Drobov
- Puccinellia ciliata Bor
- Puccinellia convoluta (Hornem.) Fourr.
- Puccinellia coreensis Honda
- Puccinellia decumbens A.R.Williams
- Puccinellia degeensis L.Liu
- Puccinellia diffusa (V.I.Krecz.) V.I.Krecz. ex Drobov
- közönséges mézpázsit (Puccinellia distans) (Jacq.) Parl. - típusfaj
- Puccinellia dolicholepis (V.I.Krecz.) Pavlov
- Puccinellia fasciculata (Torr.) E.P.Bicknell
- Puccinellia × feekesiana Jansen & Wacht.
- fertőtavi mézpázsit (Puccinellia festuciformis) (Host) Parl.
- Puccinellia filifolia (Trin.) Tzvelev
- Puccinellia florida D.F.Cui
- Puccinellia frigida (Phil.) I.M.Johnst.
- Puccinellia gabrieljanae Tzvelev
- Puccinellia gigantea (Grossh.) Grossh.
- Puccinellia glaucescens (Phil.) Parodi
- Puccinellia gorodkovii Tzvelev
- Puccinellia groenlandica T.J.Sørensen
- Puccinellia grossheimiana V.I.Krecz.
- Puccinellia hackeliana (V.I.Krecz.) V.I.Krecz. ex Drobov
- Puccinellia harcusiana A.R.Williams
- Puccinellia hauptiana (V.I.Krecz.) Kitag.
- Puccinellia himalaica Tzvelev
- Puccinellia hispanica Julià & J.M.Monts.
- Puccinellia howellii J.I.Davis
- Puccinellia iberica (Wolley-Dod) Tzvelev
- Puccinellia intermedia (Schur) Janch.
- Puccinellia jeholensis Kitag.
- Puccinellia jenisseiensis (Roshev.) Tzvelev
- Puccinellia kamtschatica Holmb.
- Puccinellia kashmiriana Bor
- Puccinellia × kattegatensis (Neuman) Holmb.
- Puccinellia koeieana Melderis
- Puccinellia × krusemaniana Jansen & Wacht.
- Puccinellia kuenlunica Tzvelev
- Puccinellia ladakhensis (H.Hartmann) Dickore
- Puccinellia ladyginii N.R.Ivanov ex Tzvelev
- Puccinellia leiolepis L.Liu
- Puccinellia lemmonii (Vasey) Scribn.
- Puccinellia lenensis (Holmb.) Tzvelev
- Puccinellia longior A.R.Williams
- Puccinellia macquariensis (Cheeseman) Allan & Jansen
- Puccinellia macranthera (V.I.Krecz.) Norl.
- Puccinellia macropus V.I.Krecz.
- Puccinellia magellanica (Hook.f.) Parodi
- Puccinellia manchuriensis Ohwi
- tengerparti mézpázsit (Puccinellia maritima) (Huds.) Parl.
- Puccinellia mendozina (Hack.) Parodi
- Puccinellia micrandra (Keng) Keng f. & S.L.Chen
- Puccinellia micranthera D.F.Cui
- Puccinellia minuta Bor
- Puccinellia multiflora L.Liu
- Puccinellia nipponica Ohwi
- Puccinellia nudiflora (Hack.) Tzvelev
- Puccinellia nutkaensis (J.Presl) Fernald & Weath.
- Puccinellia nuttalliana (Schult.) Hitchc.
- Puccinellia pamirica (Roshev.) V.I.Krecz. ex Ovcz. & Czukav.
- magyar mézpázsit (Puccinellia pannonica vagy Puccinellia x pannonica) (Hack.) Holmb. - egyesek kihaltnak vélik, bár bizonyíték még nincs hozzá
- Puccinellia parishii Hitchc.
- Puccinellia parvula Hitchc.
- Puccinellia pauciramea (Hack.) V.I.Krecz. ex Ovcz. & Czukav.
- Puccinellia perlaxa (N.G.Walsh) N.G.Walsh & A.R.Williams
- Puccinellia phryganodes (Trin.) Scribn. & Merr.
- Puccinellia poecilantha (K.Koch) Grossh.
- Puccinellia porsildii T.J.Sørensen
- Puccinellia preslii (Hack.) Ponert
- Puccinellia przewalskii Tzvelev
- Puccinellia pumila (Macoun ex Vasey) Hitchc.
- Puccinellia pusilla (Hack.) Parodi
- Puccinellia qinghaica Tzvelev
- Puccinellia raroflorens Edgar
- Puccinellia roborovskyi Tzvelev
- Puccinellia roshevitsiana (Schischk.) V.I.Krecz. ex Tzvelev
- Puccinellia rupestris (With.) Fernald & Weath.
- Puccinellia schischkinii Tzvelev
- Puccinellia sereginii Tzvelev
- Puccinellia shuanghuensis L.Liu
- Puccinellia sibirica Holmb.
- Puccinellia simplex Scribn.
- Puccinellia skottsbergii (Pilg.) Parodi
- Puccinellia stapfiana R.R.Stewart
- Puccinellia stricta (Hook.f.) C.H.Blom
- Puccinellia strictura L.Liu
- Puccinellia sublaevis (Holmb.) Tzvelev
- Puccinellia subspicata (V.I.Krecz.) V.I.Krecz. ex Ovcz. & Czukav.
- Puccinellia tenella (Lange) Holmb.
- Puccinellia tenuiflora (Griseb.) Scribn. & Merr.
- Puccinellia tenuissima (Litv. ex V.I.Krecz.) Pavlov
- Puccinellia thomsonii (Stapf ex Hook.f.) R.R.Stewart
- Puccinellia tianschanica (Tzvelev) Ikonn.
- Puccinellia vaginata (Lange) Fernald & Weath.
- Puccinellia vahliana (Liebm.) Scribn. & Merr.
- Puccinellia vassica A.R.Williams
- Puccinellia vitalii Yu.E.Alexeev, Laktionov & Tzvelev
- Puccinellia walkeri (Kirk) Allan
- Puccinellia wrightii (Scribn. & Merr.) Tzvelev